# Premio Pulitzer 1944
Quella del 1944 fu la ventottesima assegnazione dei Premi Pulitzer e vide la consegna di tredici premi in quattordici categorie, otto relative al mondo del giornalismo e sei relative al mondo della letteratura, della drammaturgia e della musica, a cui furono aggiunte due menzioni speciali nel campo del giornalismo e un premio speciale nel campo dei musical.

## Giornalismo
- Pubblico servizio:

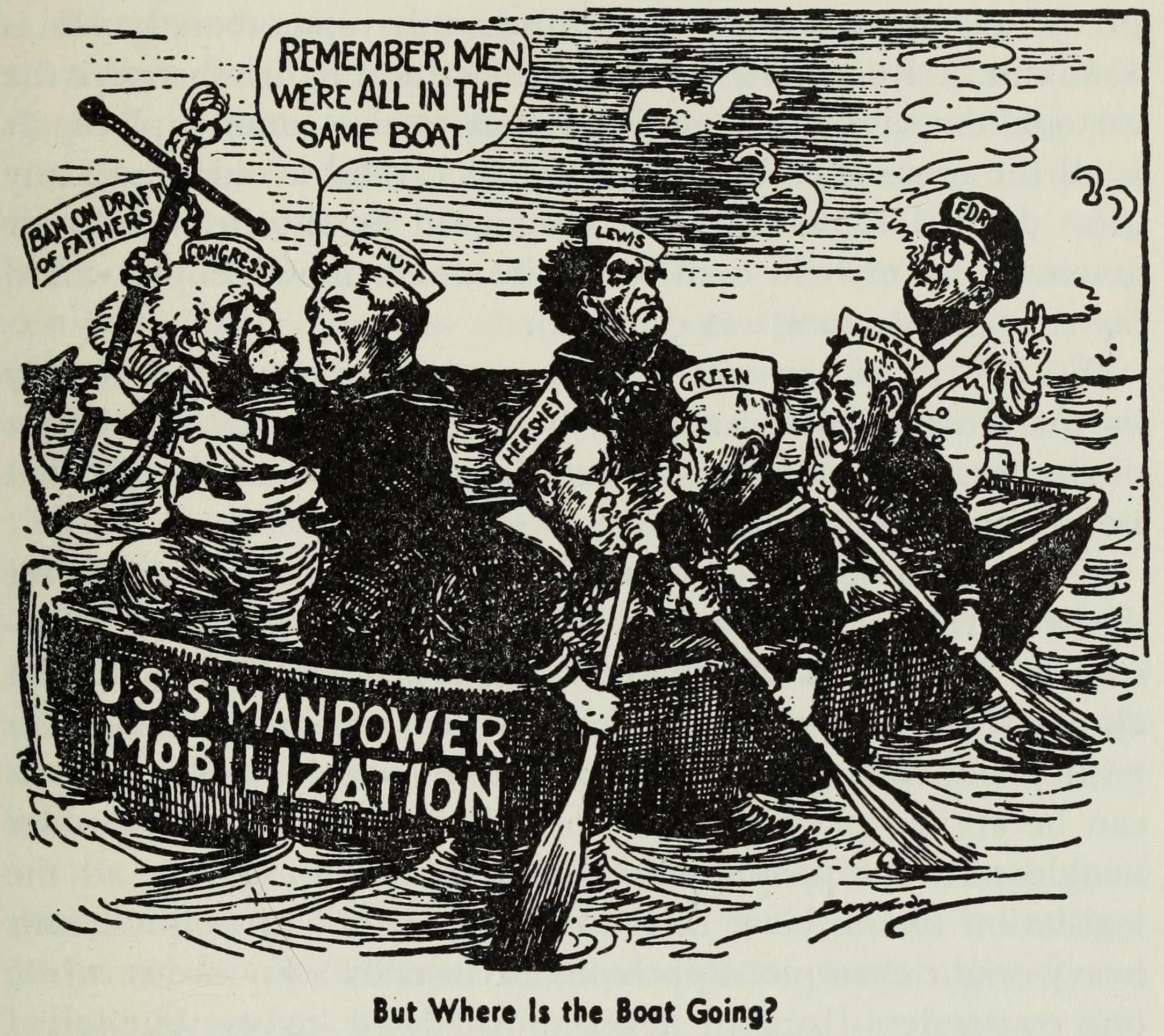
But Where Is the Boat Going?, vincitrice del premio per la miglior vignetta editoriale

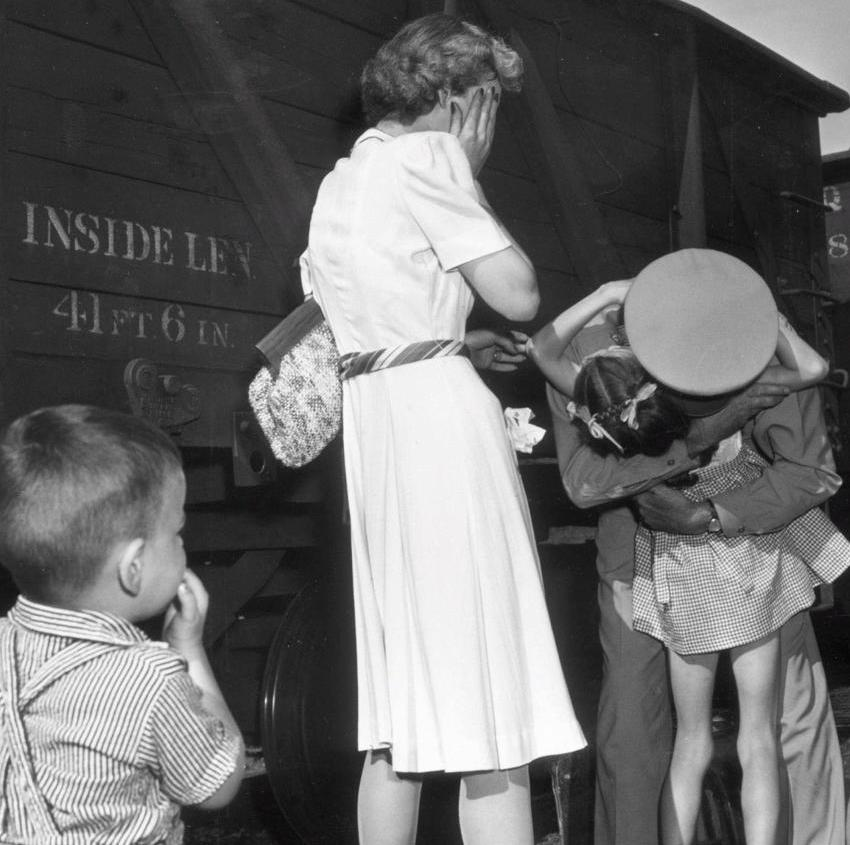
Homecoming, una delle fotografie vincitrici del premio Pulitzer per la fotografia

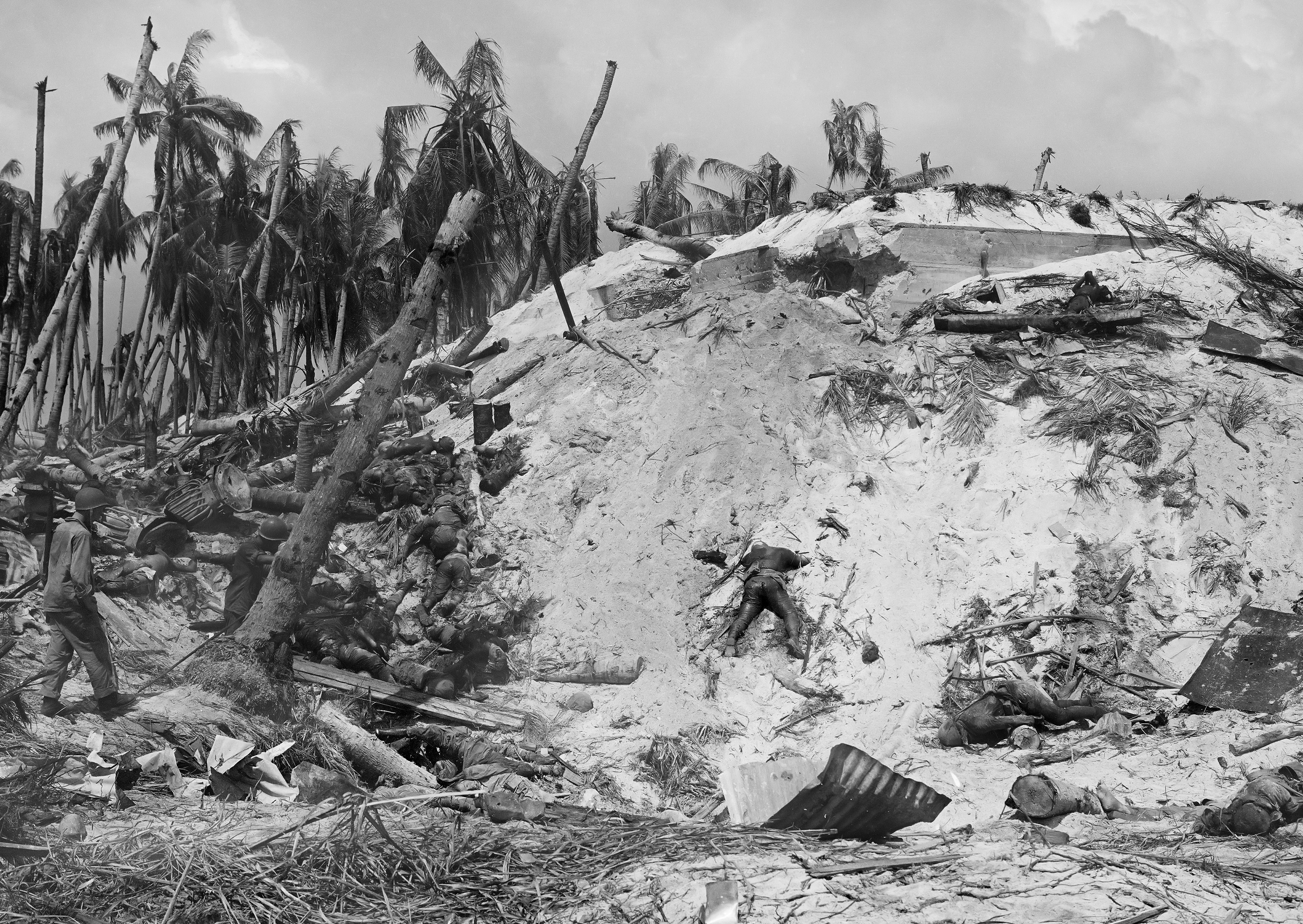
Tarawa Island, l'altra fotografia vincitrice del premio Pulitzer

  - The New York Times, per la sua indagine sull'insegnamento della storia americana, coordinata da Benjamin Fine.
- Giornalismo:
  - Paul Schoenstein e soci, del New York Journal American, per un articolo di cronaca pubblicato il 12 agosto 1943, che salvò la vita di una bambina di due anni nel Lutheran Hospital di New York facendo arrivare la penicillina necessaria a curarla.
- Corrispondenza:
  - Ernest Taylor Pyle, della Scripps-Howard Newspaper Alliance, per il suo servizio di corrispondente di guerra nell'anno 1943.
- Giornalismo telegrafico nazionale:
  - Dewey L. Fleming, del The Baltimore Sun, per i suoi encomiabili reportage svolti durante l'anno 1943.
- Giornalismo telegrafico internazionale:
  - Daniel De Luce, della Associated Press, per i suoi encomiabili reportage svolti durante l'anno 1943.
- Editoriale:
  - Henry J. Haskell, del The Kansas City Star, per i suoi editoriali pubblicati durante l'anno solare 1943.
- Vignetta editoriale:
  - Clifford K. Berryman, dell'Evening Star, per la vignetta But Where Is the Boat Going?.
- Fotografia:
  - Earle L. Bunker, dell'Omaha World-Herald, per la fotografia Homecoming;
  - Frank Filan, della Associated Press, per la fotografia Tarawa Island.

- Menzioni speciali:
  - Byron Price, direttore dell'Ufficio Censura, per la creazione e l'amministrazione delle norme e dei codici di censura dei giornali e delle radio internazionali;
  - William Allen White, menzione speciale postuma per i servizi da lui svolti in sette anni di appartenenza al comitato consultivo del Premio Pulitzer.

## Letteratura e drammaturgia
- Romanzo:
  - Journey in the Dark, di Martin Flavin (Harper).
- Drammaturgia:
  - Non assegnato.
- Storia:
  - The Growth of American Thought, di Merle Curti (Harper).
- Biografie o Autobiografie:
  - The American Leonardo: The Life of Samuel F. B. Morse, di Carleton Mabee (Knopf).
- Poesia:
  - Western Star, di Stephen Vincent Benét (Farrar).
- Musica:
  - Symphony No. 4. Opus 34, di Howard Hanson (Eastman School of Music), eseguita dalla Boston Symphony Orchestra il 3 dicembre 1943.[2]

- Premio speciale
  - Al posto del premio per la drammaturgia, fu conferito un premio speciale a Richard Rodgers e Oscar Hammerstein II per il musical Oklahoma![3]